# Яхонтова, Галина Святославовна
Гали́на Святосла́вовна Я́хонтова (17 июня 1917, село Алексеево Касимовского уезда Рязанской губернии — 2 ноября 1987, Ленинград) — российский советский живописец и театральная художница, член Ленинградского Союза художников.

## Биография
Яхонтова Галина Святославовна родилась 17 июня 1917 года (по новому стилю) в селе Алексеево Касимовского уезда Рязанской губернии. Отец Святослав Степанович Яхонтов был служащим и умер в 1918 году. Мать Людмила Николаевна Яхонтова (в девичестве Лебедева) работала учительницей в школе. Окончив семь классов, Галина Яхонтова поступила в Пензенское художественное училище, которое окончила в 1938 году. В том же году приехала в Ленинград и поступила на живописный факультет Ленинградского института живописи, скульптуры и архитектуры. Занималась у Бориса Фогеля, Михаила Бернштейна, Александра Зайцева. В 1941—1942 годах работала художницей в краеведческом музее в Куйбышеве, затем в Москве в Окнах ТАСС. В 1942 после эвакуации ЛИЖСА в Самарканд была вызвана в институт, где продолжила учёбу. В 1944 вместе с институтом возвратилась из эвакуации в Ленинград и в 1947 окончила его по мастерской Михаила Бобышова с присвоением квалификации художника театральной живописи. Дипломная работа — оформление спектакля «Овечий источник» по пьесе Лопе де Вега.
С 1947 года участвовала в выставках, экспонируя свои работы вместе с произведениями ведущих мастеров изобразительного искусства Ленинграда. Занималась оформлением театральных постановок. Как станковый живописец писала пейзажи, натюрморты. В 1947 была принята в члены Ленинградского Союза Советских художников. Среди произведений, созданных Галиной Яхонтовой в станковой живописи, картины «Павловск. Пруд» (1950), «Вечер» (1955), «Этюд» (1956), «Битая дичь. Натюрморт» (1960), «Натюрморт» (1961), «Фрукты. Натюрморт» (1964) и другие.
Яхонтова Галина Святославовна была замужем за художником Василием Федотовичем Подковыриным (1912—1960), от которого имела двоих детей, Наташу (1947—2011) и Сашу (род. 1947). Галина Святославовна скончалась 2 ноября 1987 года в Ленинграде на семьдесят первом году жизни. Её произведения находятся в музеях и частных собраниях в России и за рубежом.

## Выставки
- 1951 год (Ленинград):  «Выставка произведений ленинградских художников 1951 года» в Государственном Русском музее.
- 1956 год (Ленинград): Осенняя выставка произведений ленинградских художников.
- 1960 год (Ленинград): Выставка произведений ленинградских художников.
- 1961 год (Ленинград): «Выставка произведений ленинградских художников» .
- 1964 год (Ленинград): Ленинград. Зональная выставка.